# フランク・エドワード・シャーマン
フランク・エドワード・シャーマン（Frank Edward Sherman、1917年 - 1991年）は、連合国軍最高司令官総司令部 (GHQ) 民政官で、画家藤田嗣治の戦後のアメリカ・フランス行きを支援した人物。その交流コレクションはシャーマンコレクションとして知られる。

## 経歴
1917年、アメリカ合衆国のボストンに生まれる。ハイスクールの教師の勧めで美術の道に進み、マサチューセッツ州教員養成大学、ボストン美術館学校、ウェントワース・インスティチュート、フィラデルフィアアカデミーに在学した。この間、14歳の時に新聞で藤田嗣治を伝える記事に接し、強い憧れを抱いた。
1945年11月に来日し、GHQの情報教育局所属の印刷、出版担当官となる。凸版印刷にて執務を行う。凸版印刷の担当者から藤田嗣治が勤務先の近くに在住していることを教えられたことがきっかけで、向井潤吉の紹介状を得て藤田の自宅を訪問した。
このあと、シャーマンは凸版印刷社長の山田三郎太に提案して、執務室の隣に芸術家のサロンとなる「シャーマンルーム」を設置した。日本芸術の復興がその目的で、部屋には藤田嗣治夫妻、猪熊弦一郎夫妻、イサム・ノグチ、荻須高徳夫妻、野口弥太郎、三岸節子、恩地孝四郎、佐藤敬・美子夫妻、沢田哲郎、利根山光人、伊原宇三郎とその子息、菅野圭介、関野凖一郎、駒井哲郎、畦地梅太郎、中村研一夫妻、土門拳、吉田晴風、秩父宮雍仁親王・勢津子妃夫妻、勅使河原蒼風、藤原あき、芦原義信、蘆原英了、團伊玖磨、宮城まり子、松本禎子（松本竣介の夫人）、吾妻徳穂 (初代)、中山正善、原千恵子（ピアニスト）ら多彩な人物が出入りした。またシャーマンはシルクスクリーンの技術を日本の画家に伝えたとされる。
1946年から1950年まで凸版印刷板橋工場で、占領軍向けの出版物の印刷編集の仕事を担当していた。
1959年までの14年間、日本に滞在する
1991年2月の来日の際は朝日新聞の美術記者米倉守によりインタビューが実施された。同年10月、ソウル市内で死去。
墓所はハワイ州である。

## シャーマンコレクション
画家の野田弘志の紹介により、北海道伊達市教育委員会に寄託されたコレクション。シャーマンルーム等で交流のあった画家による約500点の絵画類や、藤田嗣治から送られた数十点の書簡、文化人や皇室関係者を含む著名人をシャーマン自ら撮影した写真、その他日本の文化人との交流関係の資料合計約5000点からなる。
- 管理　NPO法人噴火湾アートビレッジ[12]
- 所有者　河村泳静（KAP　河村アートプロジェクト代表）[13]

## 参考資料
- フランク・エドワード・シャーマン『履歴なき時代の顔写真―フランク・E・シャーマンが捉えた戦後日本の芸術家たち』三好企画、1993年
- 富田芳和『なぜ日本はフジタを捨てたのか?―藤田嗣治とフランク・シャーマン 1945-1949』静人舎、2018年
- 佐藤由美加「シャーマン・コレクションの調査と研究／フランク・シャーマンが戦後日本美術に果たした役割を中心に」『鹿島美術研究』年報第38号別冊、鹿島美術財団、2022年。